# Helena Lefroy
Helena Lefroy (nacida Trench, 27 de enero de 1820 – 7 de mayo de 1908) fue una botánica irlandesa, conocida por su descubrimiento de una única población de especímenes de Euphorbia peplis en Irlanda. El hallazgo, o descubrimiento, se produjo en Garruis Cove, cerca de Tramore, en Waterford, en 1839.
Fueron sus padres el Reverendo Frederick Steuart Trench, y de Helena Perceval (1790-1881), y creció en Dublin.